# Wingate & Finchley FC
Wingate & Finchley FC (celým názvem: Wingate & Finchley Football Club) je anglický fotbalový klub, který sídlí v severozápadním Londýně. Jedná se o sportovní organizaci židovské komunity v Londýně. Založen byl v roce 1991 po fúzi klubů Finchley FC a Wingate FC. Od sezóny 2011/12 hraje v Isthmian League Premier Division (7. nejvyšší soutěž). Klubové barvy jsou námořnická modř a bílá.
Své domácí zápasy odehrává na Harry Abrahams Stadium s kapacitou 1 500 diváků.

## Získané trofeje
- London Senior Cup ( 2× )
  - 1994/95, 2010/11

## Úspěchy v domácích pohárech
Zdroj: 
- FA Cup
  - 3. předkolo: 1999/00, 2014/15, 2015/16
- FA Trophy
  - 1. kolo: 2003/04, 2008/09, 2016/17, 2017/18
- FA Vase
  - 3. kolo: 1994/95

## Umístění v jednotlivých sezonách
Stručný přehled
Zdroj: 
- 1991–1995: South Midlands League (Premier Division)
- 1995–1999: Isthmian League (Third Division)
- 1999–2000: Isthmian League (Second Division)
- 2000–2002: Isthmian League (Third Division)
- 2002–2004: Isthmian League (Division One North)
- 2004–2006: Southern Football League (Eastern Division)
- 2006–2011: Isthmian League (Division One North)
- 2011– : Isthmian League (Premier Division)

Jednotlivé ročníky
Zdroj: 
Legenda: Z - zápasy, V - výhry, R - remízy, P - porážky, VG - vstřelené góly, OG - obdržené góly, +/- - rozdíl skóre, B - body, červené podbarvení - sestup, zelené podbarvení - postup, fialové podbarvení - reorganizace, změna skupiny či soutěže
| Sezóny  | Liga                                 | Úroveň | Z  | V  | R  | P  | VG | OG | +/- | B  | Pozice |
| ------- | ------------------------------------ | ------ | -- | -- | -- | -- | -- | -- | --- | -- | ------ |
| 2009/10 | Isthmian League (Division One North) | 8      | 42 | 24 | 9  | 9  | 88 | 55 | +33 | 81 | 3.     |
| 2010/11 | Isthmian League (Division One North) | 8      | 40 | 21 | 9  | 10 | 72 | 54 | +18 | 72 | 3.     |
| 2011/12 | Isthmian League (Premier Division)   | 7      | 42 | 16 | 11 | 15 | 63 | 79 | -16 | 59 | 13.    |
| 2012/13 | Isthmian League (Premier Division)   | 7      | 42 | 12 | 6  | 24 | 56 | 82 | -26 | 42 | 18.    |
| 2013/14 | Isthmian League (Premier Division)   | 7      | 46 | 14 | 7  | 25 | 57 | 84 | -27 | 49 | 21.    |
| 2014/15 | Isthmian League (Premier Division)   | 7      | 46 | 20 | 7  | 19 | 72 | 70 | +2  | 67 | 12.    |
| 2015/16 | Isthmian League (Premier Division)   | 7      | 46 | 17 | 9  | 20 | 66 | 70 | -4  | 60 | 13.    |
| 2016/17 | Isthmian League (Premier Division)   | 7      | 46 | 23 | 6  | 17 | 63 | 61 | +2  | 75 | 5.     |
| 2017/18 | Isthmian League (Premier Division)   | 7      | 46 | 20 | 9  | 17 | 63 | 71 | -8  | 69 | 9.     |
| 2018/19 | Isthmian League (Premier Division)   | 7      | 46 |    |    |    |    |    |     |    |        |